# Hymenochaete separabilis
Hymenochaete separabilis är en svampart som beskrevs av J.C. Léger 1981. Hymenochaete separabilis ingår i släktet Hymenochaete och familjen Hymenochaetaceae.   Inga underarter finns listade i Catalogue of Life.